# Dendrocalamus longispathus
Espèce
Dendrocalamus longispathus est une espèce de plantes de la famille des Poaceae (Graminées), sous-famille des Bambusoideae, tribu des Bambuseae, sous-tribu des Bambusinae.

## Description
Il peut mesurer jusqu'à 20 m de hauteur.

## Répartition
On trouve ce bambou en Inde (Assam), au Bangladesh, au Laos, en Malaisie (dans la péninsule Malaise), en Birmanie et en Thaïlande.

## Taxinomie
Dendrocalamus longispathus a pour basionyme :
- Bambusa longispatha Kurz, 1873